# Вооружённые силы Румынии

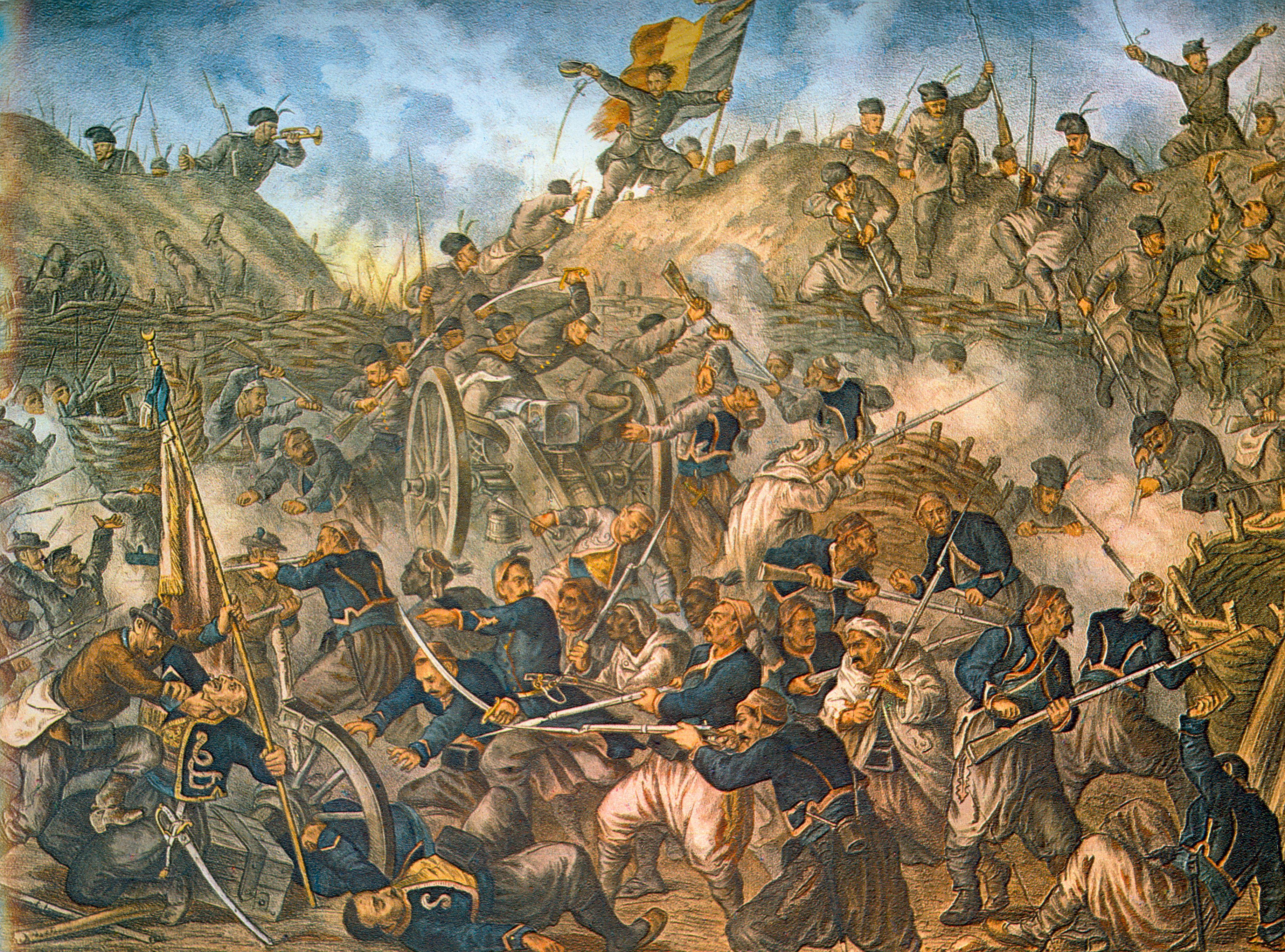
Румынские войска штурмуют редуты Гривицы во время войны за независимость Румынии (1877—1878).

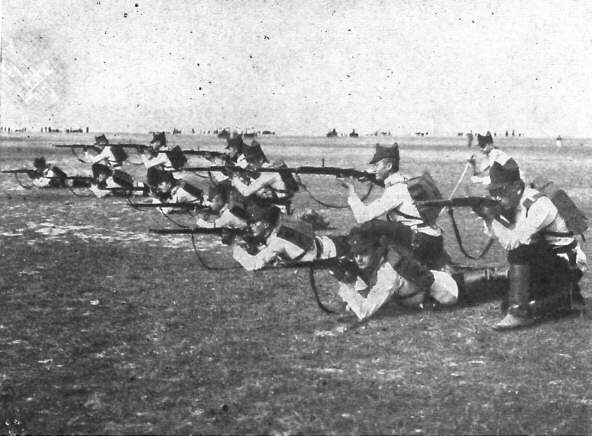
Учения личного состава румынской армии.

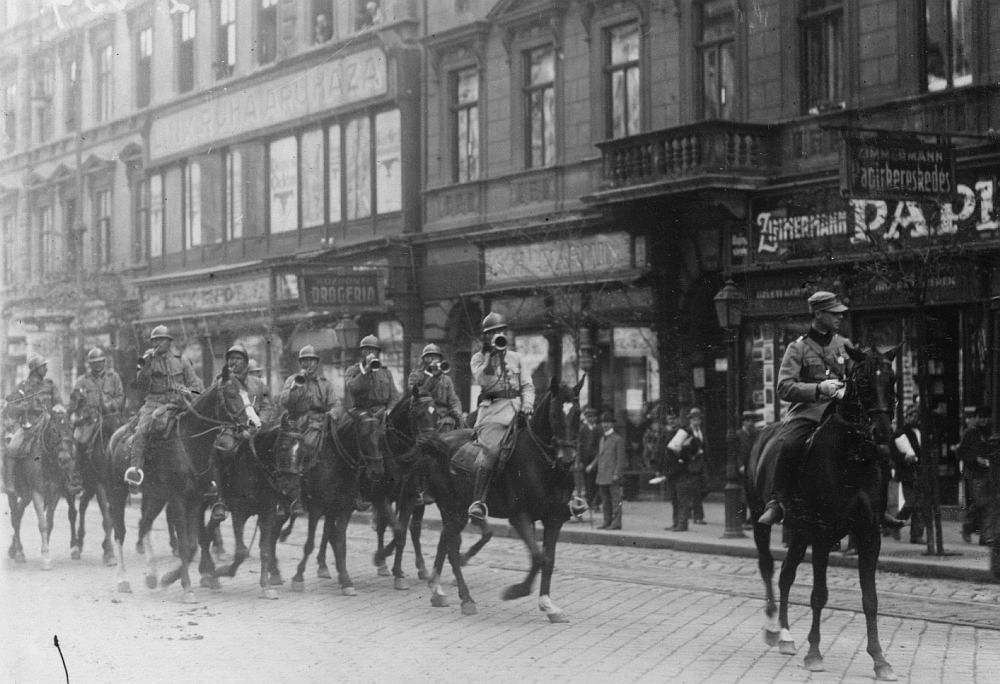
Румынская кавалерия в Будапеште, август 1919 года.

Вооружённые силы Румынии (рум. Forţele Armate Române) — совокупность войск и сил Республики Румыния, предназначенная для защиты свободы, независимости и территориальной целостности государства.
ВС Румынии состоят из органа управления, сухопутных войск, военно-морских и военно-воздушных сил.

## История
Формирование армии началось одновременно с объединением Дунайских княжеств в единое государство.
В 1860 году было начато создание военно-морского флота.
В 1883 году Румыния заключила военный союз с Германской и Австро-Венгерской империями, имевший направленность против Российской империи. Этот договор оставался основой внешнеполитического курса страны на протяжении следующих 30 лет (только после окончания Второй Балканской войны начался отход Румынии от германо-австро-венгерского блока).
В 1913 году в составе вооружённых сил был создан авиационный отряд.

### 1914—1918
После начала Первой мировой войны правительство Румынии объявило о «вооружённом нейтралитете», однако военно-политическое руководство страны колебалось между присоединением к странам Антанты и присоединением к Центральным державам.
13 июня 1916 года правительство Румынии использовало войска для подавления антивоенного выступления населения: в городе Галац пехотная рота расстреляла 5-тысячную антивоенную демонстрацию (10 человек были убиты и 30 ранены).
После успешного Брусиловского прорыва 14 (27) августа 1916 года правительство вступило в войну на стороне стран Антанты и в августе 1916 года румынская армия предприняла наступление на Венгрию (вскоре приостановленное). Позднее, совершив перегруппировку сил, немецкие и австро-венгерские войска перешли в контрнаступление, заняв значительные территории Румынии. В декабре 1916 года был создан Румынский фронт. При помощи русских войск, дальнейшее продвижение Центральных держав было остановлено в декабре 1916 — январе 1917 года на рубеже реки Сирет.
26 ноября (9 декабря) 1917 года Румыния подписала перемирие с Центральными державами, а 24 апреля (7 мая) 1918 года заключила сепаратный мирный договор.
После начала гражданской войны в России румынские войска участвовали в иностранной военной интервенции на стороне стран Антанты.
В конце 1917 года румынские войска начали разоружать военнослужащих и захватывать имущество Румынского фронта русской армии, а также иных невоенных и общественных организаций России (в том числе, железных дорог и Российского Красного Креста).
В декабре 1917 года румынские войска были введены на территорию Бессарабии, они начали разгонять местные Советы, расстреливали перешедших на сторону Советской власти военнослужащих и комиссаров. 15 декабря 1917 года Советская Россия направила правительству Румынии ноту протеста в связи с деятельностью румынских войск на территории Бессарабии

### 1918—1938
В январе 1918 года румынские войска оккупировали Бессарабию.
5—9 марта 1918 года было заключено соглашение между РСФСР и Румынией о очищении Румынией Бессарабии, в соответствии с которым правительство Румынии принимало на себя обязательства в двухмесячный срок вывести войска с территории Бессарабии (однако в дальнейшем, Румыния в одностороннем порядке отказалась от выполнения этого соглашения).
В марте 1918 года на территории Бессарабии были созданы военно-полевые суды, в состав которых входили офицеры румынской армии. Военно-полевые суды использовались для осуществления террора в отношении противников румынской оккупации Бессарабии (только в 1920 году их начали заменять на военные трибуналы). Также румынские войска принимали участие в реквизициях продовольствия, скота и иной сельхозпродукции у населения Бессарабии.
7 декабря 1918 года румынские войска пересекли границу с Австро-Венгрией южнее города Брашов и заняли его. В тот же день они достигли реки Муреш и заняли города Клуж-Напока и Турда. В результате, к началу 1919 года Трансильвания и Буковина были заняты румынскими войсками и в дальнейшем — аннексированы Румынией (после окончания Первой мировой войны Антанта признала присоединение Бессарабии к Румынии).
1 февраля 1919 года румынские войска подавили Хотинское восстание в Северной Бессарабии.
27 мая 1919 года румынские войска подавили Бендерское восстание.
В ноябре 1919 года было подавлено восстание 113-го Буковинского полка.
В январе 1920 года румынские войска воспрепятствовали переходу на территорию Румынии отступавших войск ВСЮР генерала Н. Н. Шиллинга — при их приближении к румынской границе румынские войска открыли винтовочно-пулемётный огонь, в результате которого белогвардейцы понесли значительные потери. Сумевшие переправиться на территорию Румынии были интернированы в концлагерях (позднее, некоторое количество белоэмигрантов было зачислено в резервные части румынской армии и поставлено на довольствие).
15—18 сентября 1924 года румынские войска подавили Татарбунарское восстание.
Всего в 1918—1924 гг. в Северной Буковине и Бессарабии имели место свыше 150 вооружённых выступлений, в подавлении которых участвовали румынские войска и полиция.
В 1926 году в Италии был взят военный заём в размере 200 млн лир и куплены 50 тыс. винтовок Манлихера и 3000 станковых пулемётов Шварцлозе. В 1926—1927 гг. началась стандартизация артиллерийского парка: оружейный завод в Решице получил заказ на перестволение пушек русского, австрийского и германского образца на 75-й калибр.
После начала в 1929 году мирового экономического кризиса экономическое положение Румынии осложнилось. Летом 1929 года после закрытия угольной шахты «Вулкан» в центре угольного района Жиу были уволены 3 тыс. шахтёров. Увольнение стало причиной забастовки шахтёров в посёлке Лупени с требованием повышения заработной платы и введения 8-часового рабочего дня, которая продолжалась с 5 до 7 августа 1929 года и была расстреляна румынскими войсками. В начале 1930-х годов правительство Румынии увеличило военные расходы, численность армии была увеличена почти в два раза и превысила 300 тыс., гражданская авиация была передана в ведение военных властей.
В 1936 году был подписан контракт на приобретение в Чехословакии лёгких танков AH-IVR (в 1937—1938 гг. румынская армия получила 35 шт., которые были приняты на вооружение под наименованием R-1).

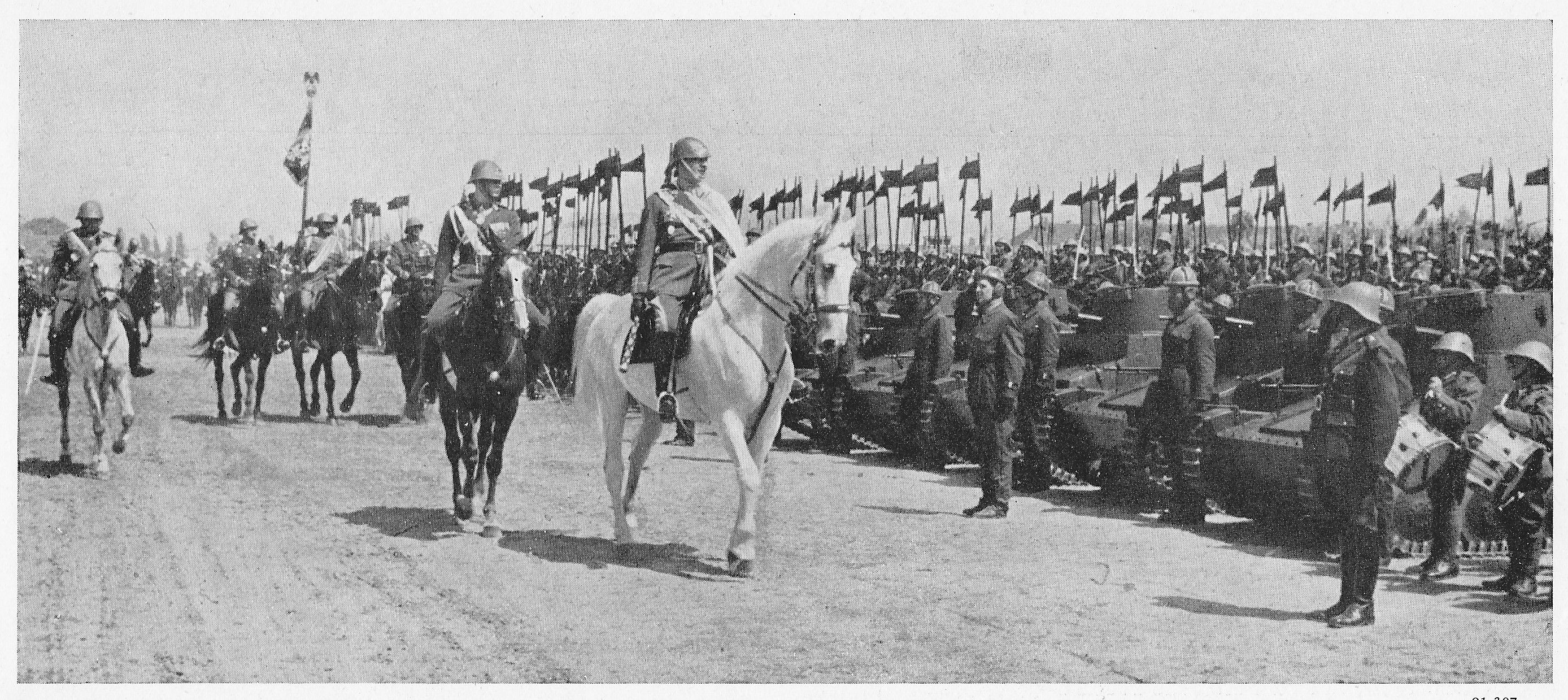
Румынский король Кароль II и его сын Михай (будущий король Румынии) инспектируют войска во время национального праздника 10 мая 1939 года, ранее опубликована серия фотографий в журнале Грэничерул (Grănicerul), май 1939 года

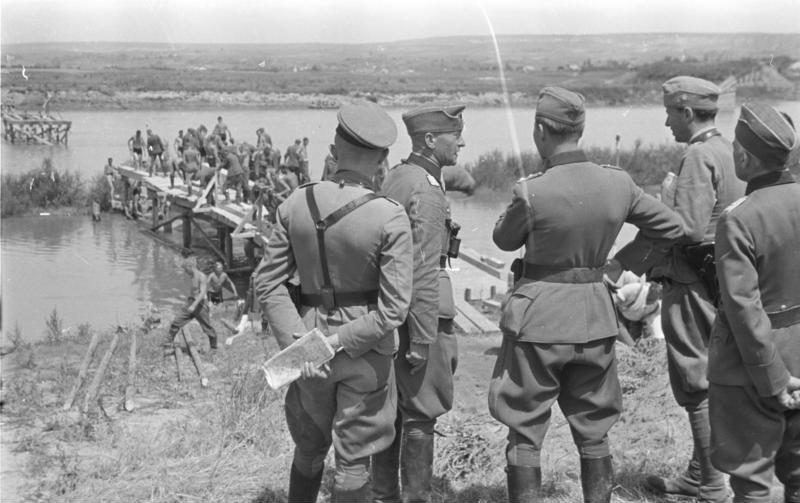
Румынско-германские войска 22 июня 1941 года на реке Прут

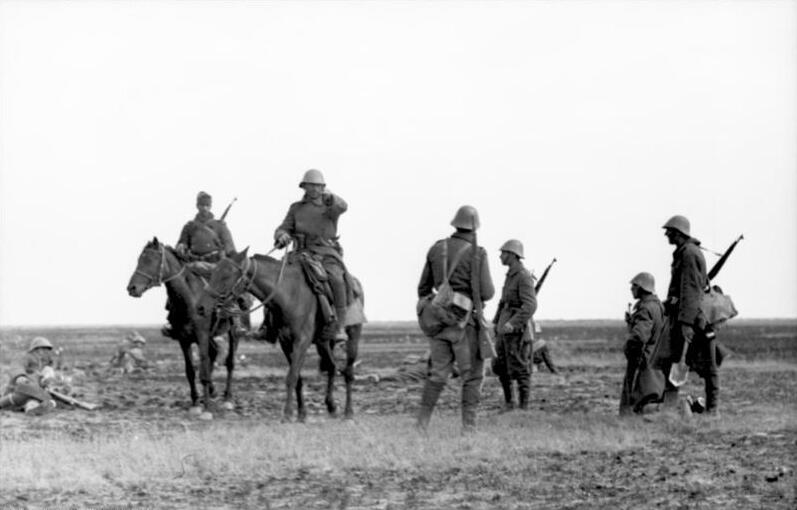
Румынская кавалерия в СССР

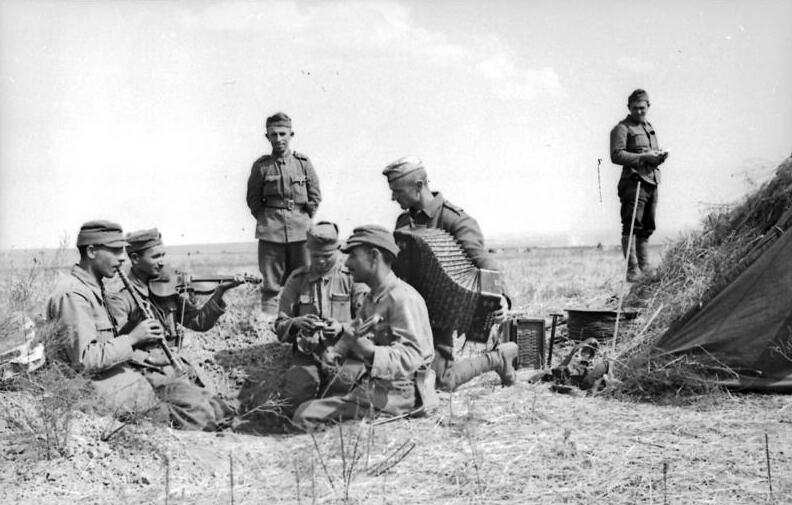
Румынская пехота возле Дона

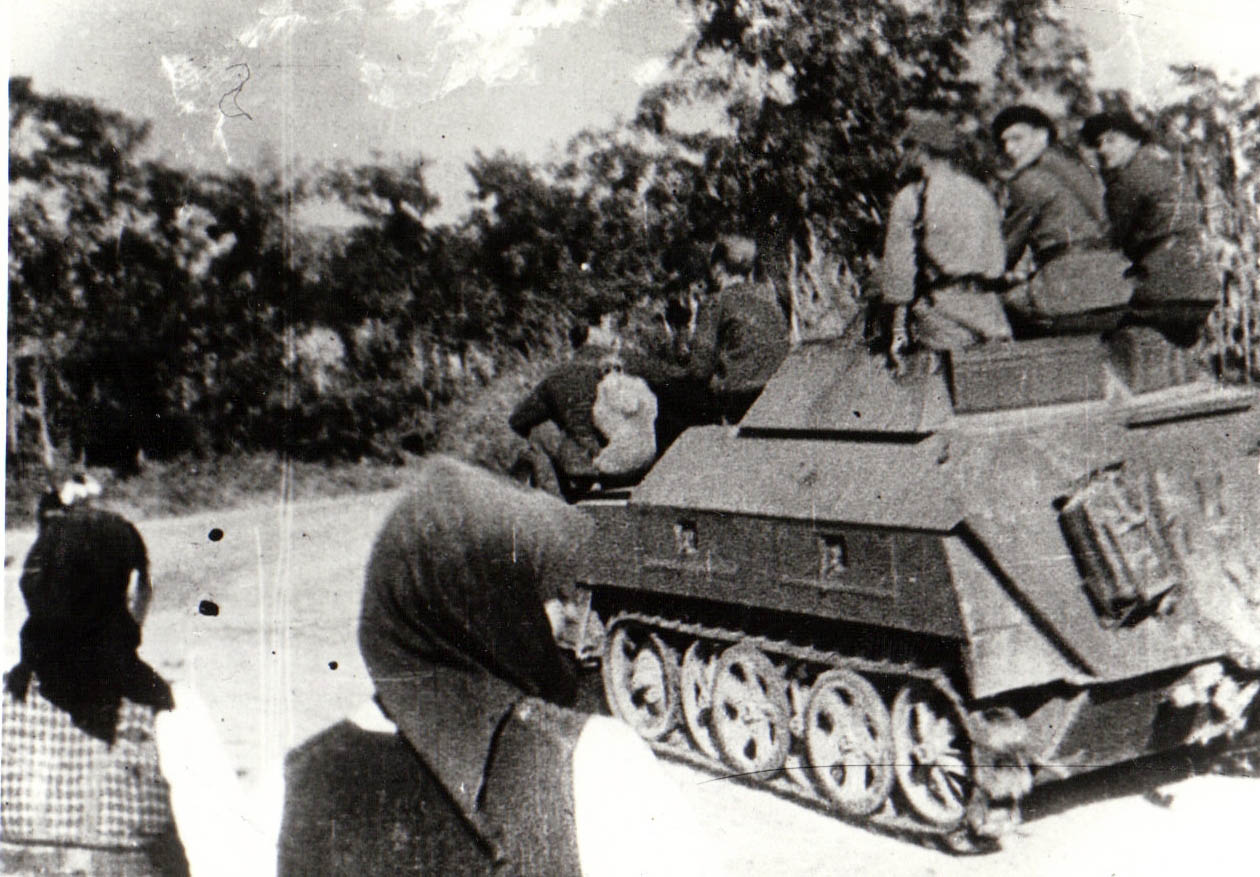
Румыны на SdKfz 250, в Трансильвании, 1944 год

### 1939—1945
В 1930-е годы началось сближение Королевства Румыния с Третьим Рейхом. В октябре 1940 года с разрешения правительства Румынии началось размещение немецких войск на территории Румынии.
Перед началом войны в 1939 году в Бухаресте начал работу автозавод "S.A.R. Ford Romania" (филиал американской корпорации "Ford" в Румынии), который в 1939—1942 гг. изготовил для румынских вооружённых сил 2320 грузовиков «Форд» грузоподъёмностью 2 и 3 тонны (в основном бортовые грузовики, а также 200 автоцистерн и некоторое количество специализированных машин) и 12 полноприводных «Ford Marmon».
После перелома в ходе военных действий в Польше, с 11 сентября 1939 года через польско-румынскую границу на территорию Румынии начали организованно переходить целые подразделения польской армии, которые были разоружены и интернированы (в результате, батальон танков R35, некоторое количество оружия, снаряжения и военного имущества польской армии оказалось в распоряжении румынской армии).
Кроме того, немцы передали румынской армии часть захваченного в Польше трофейного вооружения польской армии (несколько танкеток TK, 556 шт. 37-мм противотанковых орудий wz.36 и 80 шт. 75-мм полевых орудий обр.1897 года).
Летом 1940 года в ходе возвращения Бессарабии и Северной Буковины в состав СССР румынские войска спешно отступили из Буковины и Бессарабии, оставляя вооружение и военное имущество. Советскими войсками было собрано и складировано 258 артиллерийских орудий, 40 миномётов, 1071 ручной пулемёт, 346 станковых пулемётов, 52 704 винтовок, 4480 пистолетов, 54 309 ручных гранат, а также 73 320 артиллерийских снарядов, 16 907 миномётных мин и 15 млн винтовочных патронов.
15—16 августа 1940 года И. Антонеску и К. Типпельскирх согласовали и утвердили план размещения немецких частей в Румынии. В октябре 1940 года в Бухарест прибыла немецкая военная миссия, которую возглавлял генерал Ганзен, основной задачей которой была переподготовка румынской армии по немецкому образцу. По приказу начальника румынского генерального штаба Иоанициу немецким офицерам был предоставлен доступ во все румынские части. Миссия разработала план переподготовки офицерского состава румынской армии и план призыва 12 возрастов военнообязанных Румынии (с тем, чтобы к 1 июля 1941 года все военнообязанные были подготовлены в соответствии с уставами немецкой армии). Вслед за этим на территорию Румынии были введены немецкие "инструкторские" части, все расходы по содержанию которых взяло на себя правительство Румынии. В ноябре 1940 года Антонеску согласился на участие в войне в союзе с Германией в обмен на снабжение румынской армии немецким вооружением. 23 ноября 1940 года Румыния присоединилась к Тройственному пакту, в январе 1941 года началось стратегическое развёртывание румынской армии.
Зимой 1940/1941 года подразделения румынской армии осуществили провокацию на линии советско-румынской границы. 31 декабря 1940 на участке пограничной заставы пять румынских солдат перешли по льду реку Прут и начали вырубать кусты на советском берегу реки, за их действиями с немецкого берега вела наблюдение группа немецких офицеров. Командир пограничной заставы лейтенант В. М. Тужлов принял решение воспрепятствовать пересечению государственной границы и ночью оборудовал скрытый наблюдательный пункт. 1 января 1941 года пять румынских солдат вновь пересекли реку и начали вырубать кустарник. Советские пограничники открыли по нарушителям огонь, в результате два румынских солдата были убиты, а остальные бежали. В этот же момент по советским пограничникам открыли огонь с румынского берега реки Прут. На следующий день румынское командование придвинуло к линии границы пехотный полк, советское командование развернуло на восточном берегу реки артиллерию, однако после того, как представителям румынской стороны были предъявлены трупы двух солдат румынской армии, оставшиеся на советской территории, инцидент был урегулирован.
К началу Великой Отечественной войны к советско-румынской границе были стянуты 11-я немецкая армия и части 17-й немецкой армии, а также 3-я и 4-я румынские армии. 22 июня 1941 года румынские войска атаковали СССР совместно с немецкими войсками.
Помимо участия в боевых действиях на Восточном фронте, Румыния направила воинские части для несения охранно-полицейской службы и борьбы с партизанами на оккупированной территории СССР. В борьбе с советскими партизанами на оккупированной территории СССР участвовали три румынские дивизии (5-я, 6-я и 12-я), а также части 3-го румынского горнострелкового корпуса
25 ноября 1941 года Румыния присоединилась к «Антикоминтерновскому пакту». После поражения Германии в Сталинградской битве, в ходе которой были разгромлены румынские войска, отношения между немецкими и румынским военно-политическим руководством ухудшились
Весной 1944 года советские войска вышли к довоенной границе с Румынией, при этом, имело место ухудшение отношений между Румынией, Венгрией и Германией. 20 августа 1944 года началась Ясско-Кишинёвская операция.
23 августа 1944 года в результате государственного переворота был снят с должности и арестован Ион Антонеску, а король Михай I объявил о смене государственной политики, выходе Румынии из войны и формировании нового правительства. В целом, с начала войны в 1941 году до перехода на сторону стран Антигитлеровской коалиции в 1944 году, только на Восточном фронте потери румынской армии составили 245 388 военнослужащих убитыми, умершими от ран и болезней и пропавшими без вести, а также 229 682 пленными
Немецкие и венгерские войска немедленно начали боевые действия против Румынии и разоружение румынских воинских частей. Румынские войска начали боевые действия против немецких и венгерских частей. В целом, потери румынских войск в боевых действиях против немецких и венгерских войск в период после 23 августа 1944 года составили 129 316 человек (в том числе, 37 208 человек погибшими, умершими от ран и пропавшими без вести, 92 108 человек ранеными и заболевшими).
В то же время, румынские военнослужащие продолжали участвовать в боевых действиях на стороне немецких войск. Осенью 1944 года в Австрии из военнослужащих 4-й румынской пехотной дивизии было начато формирование румынской дивизии СС. К началу 1945 года было сформировано два полка — 103-й полк истребителей танков (1-й румынский) и один гренадерский полк (2-й румынский). В марте 1945 года оба полка были направлены в Померанию и вошли в состав группы армий «Висла». В общей сложности, в подразделениях и войсках СС служило 5 тыс. румын и 60 тыс. проживавших на территории Румынии немцев-«фольксдойче». Помимо войск и подразделений СС, румыны служили в составе разведывательно-диверсионных формирований абвера (созданный в январе 1945 года при абвергруппе-204 отряд «Вультурул» и др.)

### 1945—1990

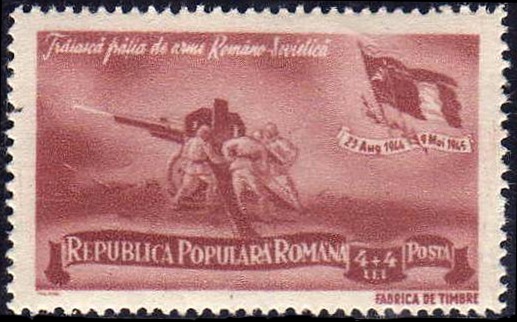
Почтовая марка Румынии, 1948 года. Румынско-советское братство по оружию

После перехода Румынии на сторону антигитлеровской коалиции СССР оказал помощь в обеспечении вооружением румынских воинских формирований. Всего в период до 1 июля 1945 года было передано 24 шт. 122-мм гаубиц обр. 1938 г., 40 шт. дивизионных 76-мм орудий, 24 шт. полковых 76-мм орудий, 96 шт. противотанковых 45-мм орудий, 42 шт. 120-мм миномётов, 166 шт. батальонных 82-мм миномётов, 112 шт. 50-мм миномётов, 397 шт. противотанковых ружей, 18 шт. крупнокалиберных пулемётов, 222 шт. станковых пулемётов, 998 шт. ручных пулемётов ДП, 4935 шт. пистолетов-пулемётов, 10554 шт. винтовок и карабинов, 2346 шт. револьверов и пистолетов, 417 шт. 26-мм сигнальных пистолетов, 911 биноклей, 105 буссолей, 46 стереотруб и боеприпасы.
В период с мая 1955 г. до 1991 года Социалистическая Республика Румыния являлась членом Организации Варшавского договора. В этот период на вооружение румынской армии поступали вооружение и техника советского производства.
12 марта 1958 года был создан Спортивный комитет дружественных армий, участником которого стали вооружённые силы Румынии.
По состоянию на начало 1985 года, вооружённые силы страны включали:
- сухопутные войска[33]
- войска противовоздушной обороны и обороны территории[33]
- военно-воздушные силы[33]
- военно-морской флот[33]

Отличительной особенностью системы комплектования вооружённых сил СРР являлось сохранение возможности призыва на военную службу женщин (хотя основную часть проходивших службу военнослужащих женского пола в это время составляли врачи, медсёстры и операторы средств радиосвязи).

### После 1990 года
С начала 1994 года Румыния активно участвовала в программе НАТО «Партнёрство ради мира» (Partnership for Peace), а 29 марта 2004 года — вступила в блок NATO — OTAN.
C 1 июня 1995 до 30 мая 1997 года военный контингент Румынии участвовал в операции ООН на территории Анголы (UNAVEM), потери составили 3 человек погибшими.
В ходе воздушной кампании NATO — OTAN против Югославии в 1999 году Румыния предоставила в распоряжение NATO — OTAN территорию и воздушное пространство.
После начала летом 1999 года операции НАТО по стабилизации обстановки в Косово и Метохии, Румыния направила военнослужащих в состав контингента KFOR.
Румыния принимала участие в войне в Афганистане с июля 2002 года до 2021 года.
15 ноября 2002 года Венгрия, Румыния, Словакия и Украина создали многонациональный инженерный батальон «Тиса» четырёхротного состава (от Румынии в состав батальона вошла одна инженерная рота).
Румыния принимала участие в войне в Ираке с 2003 года до 20 августа 2009 года.

## Современное состояние
В 2006 году отменена всеобщая воинская обязанность, состоялся переход к контрактной армии.

## Виды вооружённых сил

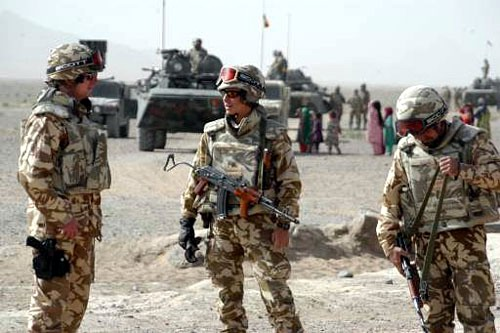
Румынские солдаты в Афганистане, 2003 год

## Командование сил специальных операций
1 марта 2018 года, по случаю Дня сил специальных операций, в гарнизоне Тыргу-Муреш было создано Командование сил специальных операций. 6-я бригада специальных операций «Михай Витязул» (Тыргу-Муреш) была официально преобразована в Командование сил специальных операций (Comandamentul Forțelor pentru Operații Speciale) 25 октября 2018 года. В тот же день она получила своё боевое знамя.